# Natriumaurothiomalat
Natriumaurothiomalat (auch bekannt als Goldnatriumthiomalat) ist eine organometallische Verbindung, die zur Behandlung der rheumatoiden Arthritis verwendet wird.
Aufgrund des hohen Preises und der zum Teil erheblichen Nebenwirkungen – etwa 50 % der (intramuskulär erfolgenden) Behandlungen werden aufgrund der Nebenwirkungen abgebrochen – wurde es aber von anderen Medikamenten verdrängt.
Mögliche Nebenwirkungen sind unter anderem Allergische Reaktionen, Übelkeit, Durchfall, Juckreiz und Ausschläge.

## Gewinnung und Darstellung
Die Synthese der Verbindung erfolgt durch Umsetzung von Gold(I)-iodid mit Mercaptobernsteinsäure in Gegenwart von Natronlauge.

## Eigenschaften
Natriumaurothiomalat ist eine hellgelbe, kristalline Verbindung. In fester Phase konnte resultierend aus Einkristalluntersuchungen eine polymere Struktur aus koordinierten Au-S-Einheiten nachgewiesen werden, die sich in einer komplexen Doppelhelixstruktur mit einer Ganghöhe aus vier Au-S-Einheiten anordnet. Es wird ein tetragonales Kristallgitter gebildet. Die berechnete Dichte beträgt 3,402 g·cm−3. In wässriger Lösung zerfällt die Struktur in oligomere Teilstrukturen mit 6 bis 14 Au-S-Einheiten.

## Handelsnamen
Natriumaurothiomalat ist in Deutschland und der Schweiz unter dem Namen Tauredon im Handel erhältlich.